# キタムラ機械
キタムラ機械株式会社（きたむらきかい）は、富山県高岡市に本社を構える日本のマシニングセンタ専業メーカーである。
高岡市は銅器の町であり、中でも日本の8割以上の仏像が同市で製造されていた。そこで工作機械製造業を営んでいた同社が千手観音像をヒントにして、世界に類がない工作機械・立形マシニングセンタ（T-12型）を1971年に開発した。
同時に世界各国へ特許出願申請を行い、1974年に世界24カ国特許取得した。当時、日本の工作機械メーカ数社が、欧米の特許技術供与を受けライセンス生産していたマシニングセンターを、同社が初めて純国産技術により量産化した。また、ドイツのドナウ社をはじめ欧米工作機械メーカに技術供与を行い、マシニングセンタの普及に努めた。
以来、世界のマシニングセンタブランドとして、海外では丈夫で高精度が永年維持できる機械として評価が高い。

## 沿革
- 1933年（昭和8年） - 「北村工作所」として創業。
- 1947年（昭和22年） - 「有限会社北村鉄工所」に社名を改組。
- 1948年（昭和23年） - 門形プレーナー1号機を完成、本格生産開始。
- 1959年（昭和34年） - 「北村鉄工所株式会社」に社名を改組。
- 1960年（昭和35年） - 東京営業所開設。
- 1961年（昭和36年） - 大阪営業所開設。
- 1962年（昭和37年） - 名古屋営業所開設。
- 1963年（昭和38年） - 大型プレーナーを海外（インド、ヨーロッパ）へ輸出開始。
- 1968年（昭和43年） - 門形プラノミラー生産開始。主要な工作機械メーカーへ納入。
- 1970年（昭和45年） - 業務拡大に伴い、現本社工場所在地へ工場移転。
- 1971年（昭和46年） - 千手観音像をヒントにして、当時世界に類がなかった工作機械・立形マシニングセンタ（T-12型）を開発。同時に世界12カ国へ特許出願申請を行う。ドイツ・ドナウ社をはじめ欧米工作機械メーカに技術供与を行いマシニングセンタの普及に努める。
- 1972年（昭和47年） - 門形マシニングセンタ｢B-8型（のちにブリッジセンターに名称変更）｣の生産開始。
- 1973年（昭和48年） - 創業40周年を期に｢キタムラ機械株式会社｣に改名。
- 1974年（昭和49年） - 立形マシニングセンタ｢S-12型、S-15型、T-15型、T-20型｣の量産体制に入る。千手観音型・クイックロータリーATC方式はキタムラ独自機構で2.5秒の工具交換達成。同システムが世界24ヶ国で特許を取得した。
- 1980年（昭和55年） - 高精度マシニングセンタ｢マイセンター2｣、世界初、高速1万回転標準装備マシニングセンタ｢マイセンター1｣販売開始。｢第10回中小企業向け自動化機械開発賞｣受賞
- 1981年（昭和56年） - 日本精機学会（JSPE）より、産業界で最も優れた企業に贈られる｢第1回精機学会技術賞｣受賞
- 1982年（昭和57年） - アメリカ、シカゴに現地法人｢キタムラマシナリーオブUSAインコーポレーション｣を開設。｢科学技術庁長官奨励賞｣受賞
- 1983年（昭和58年） - レーザー切断機、工具交換装置を装備した世界最高速120,000回転のプリント基板用切削機｢KP-4｣の開発、販売。｢日本商工会議所会頭発明賞｣受賞
- 1984年（昭和59年） - ドイツ、デュッセルドルフに｢キタムラマシナリーGmbH｣の現地法人を開設。世界10ヶ国特許を取得した同時5軸制御多面加工機｢スーパーセル｣を開発、販売開始。
- 1987年（昭和62年） - 世界最高速のパレットチェンジャー（APC）を開発、立形マイセンターシリーズAPC機として販売開始。
- 1989年（平成元年） - 新組立工場完成　NASA（アメリカ航空宇宙局）規格クラス1万の完全クリーン化工場の完成。
- 1989年（平成元年） - アメリカ　｢キタムラマシナリーセールス｣開設。
- 1989年（平成元年） - 主軸テーパーNo.40では、世界で初めて高速25,000回転、毎分1,200立方センチの重切削、数値制御同期タップ加工等を可能にした高速重切削型マシニングセンタ｢ソニックミル｣を開発、販売開始。
- 1994年（平成6年） - ｢第24回中小企業向け自動化機械開発賞｣、米国の工作機械技術専門誌アメリカン・マシニスト社より、マシニングセンタ部門最優秀工作機械メーカーとして、｢アチーブメント・アワード｣受賞､以降3年連続受賞
- 1998年（平成10年） - 切削・早送り速度毎分100m、加減速2.0Gを達成した世界最高速の切削機械　｢スパークカット｣を開発。
- 1999年（平成11年） - ｢第11回中小企業庁長官賞｣受賞
- 2000年（平成12年） - ｢第20回優秀省エネルギー機器賞｣受賞、｢第1回日本IT経営大賞｣受賞
- 2001年（平成13年） - 位置決め精度1ミクロンの超精密立形同時5軸制御　｢マイトラニオン｣を開発。｢第26回発明大賞｣受賞
- 2003年（平成15年） - ｢第33回機械工業デザイン賞｣受賞
- 2004年（平成16年） - 移動型マルチヘッド多軸大型金型加工機　｢ディマイスター｣を開発。
- 2005年（平成17年） - ｢第1回ものづくり日本大賞｣受賞
- 2006年（平成18年） - マシニングセンタ・グラインディングセンタ・ターニングセンタの3種類の複合工作機械を1台に集約させた｢マイトラニオン1｣を開発。
- 2006年（平成18年） - 最大3トンの重量物加工を誤差2ミクロン以内で行える業界最大級の同時4軸制御横形マシニングセンタ｢マイセンターHX1000i/HX1250i｣を開発、販売を開始。
- 2008年（平成20年） - 高速加工における高精度化を更に充実させた｢マイトラニオン3｣を開発。テーブル回転速度が従来比5倍の同時5軸制御横形マシニングセンタ｢マイセンターHX400iSⅡ｣を開発。
- 2010年（平成22年） - 従来の5軸同時制御加工のコストを低減できる世界初の同時7軸制御マシニングセンタ　｢Mycube｣を開発。
- 2012年（平成24年） - ｢マイセンター3XG・SP」｢マイセンターHX250G」｢マイセンターHX400G」の3機種同時に、｢2012年度グッドデザイン賞｣受賞。マシニングセンタとして唯一受賞。

## 主要製品
- マシニングセンタ

## 関連会社
- Kitamura Machinery of USA., Inc.（シカゴ）
- Kitamura Machinery Sales Inc.（ロサンゼルス）
- Kitamura Machinery GmbH（デュッセルドルフ）
- Kitamura Machinery of USA., Inc. East coast（コネチカット）
- Kitamura Machinery of USA., Inc. Florida Tech（フロリダ）

他、世界52ヵ国に総代理店あり